# Pouteria filiformis
Pouteria filiformis är en tvåhjärtbladig växtart som beskrevs av Terence Dale Pennington. Pouteria filiformis ingår i släktet Pouteria och familjen Sapotaceae. IUCN kategoriserar arten globalt som sårbar.
Artens utbredningsområde är Costa Rica. Inga underarter finns listade i Catalogue of Life.